# Amine Khammas
Amine Khammas (Rumst, 6 aprile 1999) è un calciatore belga naturalizzato marocchino, difensore dell'Omonia.

## Caratteristiche tecniche
È un terzino sinistro.

## Carriera
Cresciuto nel settore giovanile del Genk, debutta in prima squadra il 29 luglio 2017 in occasione dell'incontro di Pro League pareggiato 3-3 contro il Waasland-Beveren; nei due anni seguenti viene ceduto in prestito prima in Olanda al Den Bosch e poi al Lommel dove riesce a giocare con regolarità. Nel mercato estivo del 2020 passa a titolo definitivo al Waasland-Beveren.

## Statistiche
Statistiche aggiornate al 18 aprile 2021.

### Presenze e reti nei club
| Stagione        | Squadra          | Campionato      | Campionato | Campionato | Coppe nazionali | Coppe nazionali | Coppe nazionali | Coppe continentali | Coppe continentali | Coppe continentali | Altre coppe | Altre coppe | Altre coppe | Totale | Totale | Totale |
| Stagione        | Squadra          | Comp            | Pres       | Reti       | Comp            | Pres            | Reti            | Comp               | Pres               | Reti               | Comp        | Pres        | Reti        | Pres   | Reti   |        |
| --------------- | ---------------- | --------------- | ---------- | ---------- | --------------- | --------------- | --------------- | ------------------ | ------------------ | ------------------ | ----------- | ----------- | ----------- | ------ | ------ | ------ |
| 2017-2018       | Genk             | D1              | 13         | 0          | CB              | 2               | 0               |                    | -                  | -                  |             | -           | -           | 15     | 0      |        |
| 2018-2019       | Den Bosch        | 1D              | 27         | 1          | CO              | 2               | 0               |                    | -                  | -                  |             | -           | -           | 29     | 1      |        |
| 2019-2020       | Lommel           | D2              | 20         | 0          | CB              | 1               | 0               |                    | -                  | -                  |             | -           | -           | 21     | 0      |        |
| 2020-2021       | Waasland-Beveren | D1              | 12         | 0          | CB              | 0               | 0               |                    | -                  | -                  |             | -           | -           | 12     | 0      |        |
| Totale carriera | Totale carriera  | Totale carriera | 72         | 1          |                 | 5               | 0               |                    | -                  | -                  |             | -           | -           | 77     | 1      |        |

## Palmarès

### Competizioni nazionali
- Campionato cipriota: 1

Apollōn Limassol: 2021-2022